# Sampietrino (moneta)
Il sampietrino, sanpietrino o san pietrino era una moneta in rame coniata nello Stato Pontificio;  valeva due bajocchi e mezzo. Il nome deriva dal busto di San Pietro, effigiato su una faccia della moneta ed attorno al quale è inciso il titolo di "APOSTOLORUM PRINCEPS". Sull'altra faccia vi era l'indicazione del valore espressa in baiocchi, il nome della città e il millesimo.

## Storia
Fu coniata durante il pontificato di Papa Pio VI (1775-1799) in varie zecche; esistono esemplari con l'indicazione di più di dieci zecche tra cui Ancona, Fermo e Viterbo. In seguito il valore fu portato a 1½.
Fu abolito da Pio VII nel 1801, assieme a tutte le altre monete in rame, con l'editto del Camerlengo del 31 dicembre 1801.
La circolazione della moneta era stata deprecata nel 1798 da una circolare del Dipartimento del Rubicone, che ne vietava la circolazione nel suo territorio.
Una monete con nome simile fu coniata alla fine del XIII secolo dal Senato di Roma, in preparazione del primo giubileo del 1300.